# Albiate
Albiate es una localidad italiana, situada en la Provincia de Monza y Brianza (Lombardía). Tiene 5.877 habitantes.

## Evolución demográfica
| Gráfica de evolución demográfica de Albiate entre 1861 y 2001 |
|                                                               |
| Fuente ISTAT - elaboración gráfica de Wikipedia               |

- Datos: Q40633
- Multimedia: Albiate / Q40633

1. ↑  Worldpostalcodes.org, código postal n.º 20847.
2. ↑  «Codici Catastali». Comuni-italiani.it (en italiano). Consultado el 29 de abril de 2017.